# 以斯帖在亚哈随鲁面前 (丁托列托)
《以斯帖在亚哈随鲁面前》是威尼斯画家丁托列托 的一幅大型布面油画，尺寸207.7乘275.5（81.8乘108.5英寸），绘制于1546–1547 年，丁托列托职业生涯的早期，在他的第一个主要订制作品《圣马可解救奴隶的奇迹》之前不久完成。 
画作描绘次经《以斯帖记》补篇中的一个场景 ，王后以斯帖 为犹太人代求，冒死闯入去见波斯国王亚哈随鲁而晕倒。 自 1620 年代以来，这幅画由英国皇家收藏， 2019 年挂在伦敦肯辛顿宫。 
这幅画具有威尼斯画派的特点，具有强烈的色彩和光线对比。王袍使用橙黄色色素雌黄，与圣经中华丽的金袍的描述相符。   在丁托列托之前，以斯帖的晕厥并不经常出现在艺术作品中，只在 1470 年代桑德罗·波提切利的《以斯帖生平》中有所体现。